# サベナ航空572便ハイジャック事件
サベナ航空572便ハイジャック事件は、1972年5月8日に発生したハイジャック事件である。
軍の特殊部隊によるハイジャック制圧の先例としてその後、世界各国の治安当局に大きな影響を与えた。

## 事件の経緯
1972年5月8日、ベルギーのサベナ・ベルギー航空が運行していた572便（ボーイング707、機体記号OO-SJG）が、イスラエルのテルアビブに向けて経由地のウィーンを離陸した後で、武装したパレスチナの過激派組織・黒い九月のメンバー4人によってハイジャックされた。犯行グループは進路はそのままテルアビブのロッド空港(現在のベン・グリオン国際空港)に着陸させた。この計画を立案したのはアリー・ハサン・サラーマで、4人組のリーダーはアリ・ターハであった。
犯行グループは、有罪を宣告されてイスラエル国内の刑務所に収監されている315人のパレスチナ人テロリスト全員の釈放を要求した。そして要求が聞き入れられない場合は、572便を乗客・乗員諸共爆破すると脅し、一度は実際に爆破の準備に取り掛かった。しかし同機のレジナルド・レヴィ機長が犯人を説得して事なきを得ている。イスラエルの国防相のモーシェ・ダヤンが犯人側と交渉を開始、同時に「アイソトープ作戦」と名づけられた救出作戦に取り掛かった。
翌9日の午後4時、後にイスラエルの首相を務めるエフード・バラック率いるイスラエル国防軍の特殊部隊サイェレット・マトカル(Sayeret Matkal)の精鋭16名からなるチームが救出作戦を開始した（サイェレット・マトカルはイスラエル特殊部隊の中でもさらに選りすぐった部隊で、対テロ制圧や急襲に特化し、後にエンテベ空港奇襲作戦も成功させることになる）。制圧チームは全員が航空整備士を偽装し白い作業着を着た。これは、犯人側を欺くに十分であった。制圧劇は10分で終了、犯人の内、2人は射殺され、残る2人も逮捕された。乗客3人が機内での銃撃戦で負傷、そのうち1人はその後亡くなった。なお「世界の救出作戦 (文庫版新戦史シリーズ 土井 寛著」によると、救出作戦の成功はレヴィ機長の献策によるところが大きく、機長の冷静な対応が惨事を防いだと評された。
逮捕された2人はともに女性で終身刑が宣告されたが、1982年のイスラエル国防軍のレバノン南部への侵攻作戦後の捕虜交換で釈放された。
572便の機体は損傷も少なく、サベナ航空はこの後5年ほど使用したが最終的にイスラエル空軍に売却され、長距離偵察任務に使われた。